# Белмонт (Илиноис)
Белмонт (енгл. Bellmont) град је у америчкој савезној држави Илиноис.

## Демографија
По попису из 2010. године број становника је 276, што је 21 (-7,1%) становника мање него 2000. године.
| Група             | 2000.       | 2010.       |
| Белци             | 289 (97,3%) | 270 (97,8%) |
| Афроамериканци    | 1 (0,3%)    | 2 (0,7%)    |
| Азијати           | 1 (0,3%)    | 1 (0,4%)    |
| Хиспаноамериканци | 2 (0,7%)    | 1 (0,4%)    |
| Укупно            | 297         | 276         |